# Tirone David
 (février 2025).
Si vous disposez d'ouvrages ou d'articles de référence ou si vous connaissez des sites web de qualité traitant du thème abordé ici, merci de compléter l'article en donnant les références utiles à sa vérifiabilité et en les liant à la section « Notes et références ».
Tirone Esperidiao David, né le 20 novembre 1944, est un chirurgien cardiaque canadien d'origine brésilienne et professeur de chirurgie à l'université de Toronto. Il est chirurgien cardiaque titulaire au Peter Munk Cardiac Centre de l'hôpital général de Toronto. Il est connu pour avoir mis au point une procédure de remplacement de la racine aortique épargnant la valve aortique chez les patients souffrant d'anévrismes de la racine aortique ; cette procédure est aujourd'hui connue sous le nom d'"opération de Tirone David".

## Jeunesse
Né à Ribeirão Claro, au Brésil, il a obtenu son diplôme de médecin à l'université fédérale du Paraná en 1968. Il a effectué son internat en chirurgie au SUNY Downstate Medical Center et son internat en chirurgie générale à la clinique de Cleveland. En 1975, il est venu à Toronto pour se former à la chirurgie cardiovasculaire et thoracique.

## Carrière
Il a rejoint le personnel universitaire de l'hôpital général de Toronto en juillet 1978. Il a été chef du service de chirurgie cardiovasculaire au Toronto Western Hospital de 1980 à 1989 et au Toronto General Hospital de 1989 à 2011. En 2004, il a été élu professeur d'université, la plus haute distinction accordée par l'université de Toronto à ses professeurs. De 2004 à 2005, il a été président de l'American Association for Thoracic Surgery.
Il a publié de nombreux articles dans des revues à comité de lecture, est l'auteur de nombreux chapitres dans des manuels de chirurgie et est rédacteur ou co-rédacteur en chef de cinq manuels de chirurgie.
David a reçu de nombreux prix. En 1993, il a été élu membre de l'Ordre de l'Ontario et en 1996, il a été fait Officier de l'Ordre du Canada.